# Burke i Hare
Burke i Hare (ang. Burke & Hare) – brytyjska czarna komedia z 2010 roku wyreżyserowana przez Johna Landisa. Wyprodukowana przez wytwórnię Entertainment Film Distributors.
Premiera filmu odbyła się 29 października 2010 w Wielkiej Brytanii. Zdjęcia do filmu zrealizowano w West Wycombe, Londynie, Sevenoaks i Luton w Anglii oraz w Edynburgu i Stirling w Szkocji w Wielkiej Brytanii.

## Fabuła
Akcja filmu rozgrywa się w Edynburgu w XIX wieku. Prowadzący badania na ludzkich organizmach doktor Robert Knox (Tom Wilkinson) cierpi na deficyt materiałów do eksperymentów. W zamian za sowite wynagrodzenie cwaniaczki Burke (Simon Pegg) i Hare (Andy Serkis) postanawiają mu pomóc. Wkrótce w okolicy wzrasta liczba zgonów.

## Obsada
Źródło: Filmweb
- Isla Fisher jako Ginny Hawkins
- Simon Pegg jako William Burke
- Tom Wilkinson jako doktor Robert Knox
- Andy Serkis jako William Hare
- Hugh Bonneville jako lord Harrington
- Georgia King jako Emma
- Pollyanna McIntosh jako Mary
- Michael Smiley jako Patterson
- Christian Brassington jako Charles
- Tim Curry jako doktor Monroe
- Jessica Hynes jako Lucky
- David Schofield jako Fergus
- Allan Corduner jako Nicephore
- David Hayman jako Danny McTavish